# خرطومية
الخرطومية (الاسم العلمي: Proboscidea)، جنس نباتات مُزهرة من فصيلة المرتينيات. والتي يعرف بعض أنواعها باسم مخلب الشيطان، أو قرن الشيطان، أو قرن الكبش، أو نبات وحيد القرن.